# Tod und Teufel (Frank Schätzing)
Tod und Teufel ist ein historischer Kriminalroman und das Schriftstellerdebüt von Frank Schätzing. Er spielt im mittelalterlichen Köln, vom 10. bis 14. September 1260, und birgt eine Handlung rund um den Machtkampf zwischen Kölner Patriziern und dem Kölner Erzbischof. Das Buch erschien erstmals 1995 im Verlag Emons; im Oktober 2006 erschien eine Neuauflage im Goldmann Verlag.

## Historischer Hintergrund

### Handlung
Es gibt viele Mythen über die Dombaumeister des Kölner Doms, die einen Pakt mit dem Teufel geschlossen hätten. In diesem Buch geht es jedoch nur um den Tod des ersten Dombaumeisters, der vom Gerüst gefallen sein soll. Da sich alle Beteiligten am Ende auf Stillschweigen einigen, könnte die Handlung theoretisch also genau so stattgefunden haben. Im Epilog gibt es noch eine Zusammenfassung der folgenden Jahre vom Machtkampf in Köln.

### Figuren
Der Protagonist Jacop sowie seine Unterstützer Jaspar, Goddert und Richmodis sind historisch nicht belegt. Sein Hauptgegenspieler Urquhart zog vom Schottischen Urquhart Castle, das am Loch Ness liegt, zu einem Kreuzzug aus, kehrte jedoch nicht zurück, sodass sein Land herrschaftslos war und verwüstet wurde. Dombaumeister Gerhard und die im Buch vorkommenden Patrizier waren allesamt reale Personen, die tatsächlich einen Machtkampf mit dem Erzbischof von Köln ausgefochten haben.

## Handlung

### 10. September
Mathias Overstolz und Heinrich von Mainz treffen sich spät abends weit vor den Toren Kölns im Auftrag einiger Patrizier mit Urquhart, einem Auftragsmörder. Sie haben ihn auf Empfehlung des Grafen Wilhelm von Jülich (Anklang an Wilhelm IV. (Jülich)) angeworben. Urquhart fordert wegen verdoppelter Arbeit den dreifachen Lohn für seine Dienste. Nach Mathias’ Beschwichtigung willigt auch Heinrich ein. Gerade rechtzeitig vor Toresschluss kommen sie durch die Porta Hanonis zurück in die Stadt Köln.

### 11. September
Jacop ist (mehr oder weniger) obdachlos, ein Herumtreiber und Weiberheld und hat auffällige rote Haare. Er versucht, auf dem Markt etwas zu stehlen, um nicht hungern zu müssen, wird jedoch erwischt. Auf der Flucht versteckt er sich auf (oder vielmehr in) der Bach, unter dem Tuch der Blaufärberin Richmodis.
Kurz darauf setzt er sich in den Kopf, Äpfel aus dem Garten des Erzbischofs direkt an der Dombaustelle zu stehlen. Dabei beobachtet er aus dem Baum heraus, wie der Dombaumeister von einer düsteren Gestalt vom Gerüst gestoßen wird. Jacop eilt zu ihm hin, und Gerhard kann ihm noch seine letzten Worte zuflüstern, bevor er schließlich sein Leben aushaucht. Unglücklicherweise wird Jacop dabei von Gerhards Mörder gesehen. Dieser kann ihn wegen seiner roten Haare leicht verfolgen und versucht, den unfreiwilligen Zeugen zu beseitigen.
Jacop erzählt seinen bis dahin einzigen wirklichen Freunden, dem Bettler Tilman und der Hure Maria, von seinem Erlebnis, jedoch glauben sie ihm nicht. Angebliche Zeugen behaupten, dass der Dombaumeister aus Unachtsamkeit vom Gerüst gestürzt sei. Jacop hat jedoch sonst niemanden am Tatort gesehen und ist sich deshalb sicher, dass die Zeugen lügen. Der Mörder will kein Risiko eingehen und versucht, Jacop und alle, denen er es bis jetzt erzählt haben könnte, unauffällig aus dem Weg zu räumen. Zunächst bringt er Tilman um, den er für Jacop hält, weil dieser ihm seinen Mantel und seinen Hut geliehen hatte. Danach muss Maria sterben, nachdem Urquhart ihre Dienste in Anspruch genommen hat, um mehr über Jacop und was dieser ihr vom Mordhergang erzählt hat, zu erfahren. Auch Maria wird wie Tilman mit einer sehr kleinen Armbrust getötet.

### 12. September
Bei der Flucht vor Urquhart, der ihm in seiner Behausung in der Kölner Stadtmauer aufgelauert hat, verletzt sich Jacop an der Schulter.
Er erinnert sich an Richmodis, die einen Priester und Physicus als Onkel hat. Sie begleitet ihn nach einem kurzen Gespräch zu Jaspar, ihrem Onkel, der sich gerade mit ihrem Vater Goddert mit Wein betrinkt. Nachdem Jaspar ihm die Schulter wieder eingerenkt hat, erzählt Jacop von seinen Beobachtungen. Seine Zuhörer sind sich zwar nicht sicher, ob Jacop die Wahrheit sagt, aber Jaspar, ein sehr intellektueller und aufgeklärter Mann, ist sich sicher, dass nicht der Teufel dahintersteckt. Er sucht daher nach einer logischen Erklärung, und die lautet Mord.

### 13. September
Jaspar versucht Jacop zu helfen. Mit Hilfe seines Freundes Bodo Schuif, eines Braumeisters, der zu den Schöffen der Stadt gehört, sucht er die zwei gekauften Zeugen auf. Kurz vor einem geplanten Treffen mit Jacop und Jaspar in einem Badehaus werden die beiden Zeugen jedoch ermordet. Jaspar und Jacop bemerken eine große Menschenmenge vor dem Badehaus und können den Unbekannten, die vor dem Treffpunkt auf sie warten, nur entkommen, indem sie in verschiedene Richtungen flüchten. Unterdessen kommt Urquhart, der Mörder Gerhards, der inzwischen weiß wer Jaspar ist, zu dessen Haus. Er unterhält sich mit Jaspars Knecht Rolof. Als Richmodis zufällig vorbeikommt, tötet er Rolof und entführt Richmodis, um die Gruppe von weiteren Ermittlungen abzuhalten. Er schreibt Rolof mit Blut auf die Stirn: „Sie lebt! Schweigt!“ und bringt Richmodis in einem alten Lagerschuppen der Familie Overstolz am Rhein unter.
Für die Gruppe von Patriziern unter der Führung der Familie Overstolz ist der Mord am Dombaumeister nur der Anfang, denn sie wollen Konrad von Hochstaden, den Erzbischof von Köln, ermorden. Konrad hat zuvor den Patriziern einen Großteil ihrer Macht in Köln genommen und sie gedemütigt, weshalb sie auf Rache sinnen. In einer Rückblende erfährt man, dass einige Patrizier bei einem Treffen beschlossen, Konrad umzubringen. Nur der ebenfalls anwesende Gerhard stimmte dem Plan nicht zu und wurde dadurch zum gefährlichen Mitwisser.
Kuno Kone, einer der Verschwörer, war mit der Ermordung seines Freundes Gerhard nicht einverstanden. Als dann noch weitere Menschen durch Urquhart umgebracht werden, protestierte er immer lauter, bis er schließlich aus dem Bund verstoßen wird. Der betrunkene Daniel Overstolz erwähnt im Streit mit Kuno unvorsichtigerweise eine Geisel in einem Lagerhaus. Kuno sucht sie in der folgenden Nacht und befreit sie, wird jedoch von Daniel, der mit gezogenem Schwert vor der Tür steht, schwer verletzt. Richmodis rettet ihm das Leben, indem sie Daniel mit einem Knüppel niederschlägt.
Richmodis nimmt Kuno mit in das Haus ihres Vaters, wo bald auch Jaspar, Jacop und Goddert eintreffen. Während Jaspar Kuno verbindet, verriegelt Goddert alle Türen und Fenster im Haus, weil sie fürchten, dass Urquhart auftauchen wird, vergisst dabei jedoch die Dachluke. Bald darauf hören sie Geräusche vom Dachboden. Als der bis dahin bewusstlose Kuno plötzlich aufsteht, springt Urquhart vom oberen Stockwerk herunter ins Zimmer und erschießt Kuno mit seiner kleinen Armbrust. Jaspar schüttet Öl über Urquhart, und Jacop setzt ihn mit einer vorher entzündeten Fackel in Brand. Geistesgegenwärtig stößt der lichterloh brennende Urquhart Jacop gegen ein verriegeltes Fenster, bis es zerbricht. Er springt hinaus und verschwindet im Wasser.
Bodo taucht bei Godderts Haus auf, um Jaspar zu warnen, dass er des Mordes an seinem Knecht Rolof beschuldigt werde. Daraufhin verstecken sich Jaspar und Jacop in Bodos Schuppen und verbringen dort den Rest der Nacht.

### 14. September
Sie reimen sich zusammen, dass hinter den Morden die Patrizier stecken und diese Konrad vermutlich während der Prozession am folgenden Tage töten wollen. Jacop geht zu Konrads Bischofspalast, um ihn zu warnen. Er bemerkt jedoch, dass dessen Sekretarius zu den Verschwörern gehört und rettet sich mit einem Sprung aus dem Fenster des Palasts. Jaspar sucht den Prozessionsweg nach möglichen Verstecken für Urquhart ab und besucht noch einmal einen Kreuzzügler in einem Klosterhospital, erkennt aber schließlich, dass der Mörder sich auf dem Baugerüst des Doms befinden muss. Jacop gelangt ebenfalls zu der Erkenntnis, dass Urquhart sich nur auf dem Baugerüst des Doms verstecken wird, da sich während der Prozession ein Baldachin über dem Kopf des Erzbischofs befindet.
Jacop klettert auf das Gerüst, versteckt sich aber zu spät und wird von Urquhart überrascht. Er hat Glück, dass Urquhart ihn nicht herunterwerfen kann, da dies zu viel Aufsehen erregen würde. Während er von Urquhart verprügelt wird, hören beide plötzlich Jaspars Stimme. Jaspar erinnert Urquhart an ein schreckliches Erlebnis auf dem Kreuzzug, an dem dieser teilgenommen hat. Gerade als Urquhart Jaspar mit seiner Armbrust töten will, springt Jacop ihn mit letzter Kraft an und stürzt zusammen mit ihm vom Gerüst. Urquhart stürzt zu Tode, Jacop dagegen wird von Jaspar festgehalten und gerettet.
Jaspar Rodenkirchen und Johann Overstolz einigen sich unter vier Augen auf Stillschweigen und vereinbaren, dass es nie eine Verschwörung gegen den Erzbischof gab, Gerhard demnach durch einen Unfall und Rolof durch einen Raubüberfall ums Leben gekommen sei.

## Figuren

### Protagonisten
- Jacop der Fuchs ist Protagonist des Buches. Er hat rote Haare, ist ein Weiberheld und Herumtreiber und überlebt durch Diebstahl. Im Laufe der Handlung wächst er über sich hinaus, ausgelöst durch den intensiven Kontakt mit Jaspar. Jacop lief als Kind von zu Hause weg. Als er am nächsten Morgen zurückkehren wollte, fand er das Haus abgebrannt vor und sah davor seinen Vater und seinen Bruder liegen. Ohne sich von ihrem Tod zu überzeugen, floh er nach Köln, wo er bei einem Gaukler lebte. Seit diesem Ereignis ist Jacop ein rastloser Mensch.
- Jaspar Rodenkirchen ist einer der Hauptverantwortlichen für die Aufklärung der Handlung. Durch seine vielen Kontakte, seine messerscharfen Schlüsse und sein rationales Denken kann er Jacop oftmals einen entscheidenden Schubs in die richtige Richtung geben. Er ist etwa 50 Jahre alt. Er ist Dechant zu St. Maria Magdalena, Doctor und Physikus, Ordinarius für Canonisches Recht bei den Franziskanern sowie Magister der sieben freien Künste. Mit seinem Schwager Goddert hält er immer wieder, wie sie es nennen, gelehrige Disputationen in seinem Weinkeller ab. Trotz seiner Aktivität in der katholischen Kirche ist er ein passiver Gegner derselben. So bezeichnet er den Dombau als Politik, ist gegen Ablassbriefe und die Heiligsprechung, glaubt nicht an die Existenz des Teufels und findet, dass Kreuzzüge zu grausam sind, um heilig genannt werden zu dürfen.
- Richmodis von Weiden ist die Tochter des Blaufärbers Goddert. Sie hat als erste mit Jacop Kontakt und findet Gefallen an ihm. Sie bringt ihm immer wieder neue Kleidung und hilft ihm, so gut sie kann. Als er mit einer Schulterverletzung bei ihr auftaucht, bringt sie ihn zu ihrem Onkel Jaspar.
- Goddert von Weiden ist der Vater von Richmodis. Er trägt relativ wenig zu der Geschichte bei, ist jedoch trotzdem unerlässlich, weil er manchmal mit den dümmsten Ideen Jaspar auf einen richtigen Gedanken bringen kann. Er hat Rheuma, da er sein ganzes Leben lang als Blaufärber mit kaltem Wasser zu tun hatte.

### Antagonisten
- Urquhart, Fürst von Monadhliath, dessen Burg Urquhart Castle am Loch Ness steht, schloss sich 1248 als ehrenwerter Mann Ludwig dem Heiligen zu einem Kreuzzug an. Der historische Urquhart kehrte nie zurück. Im Buch aber hat er in Damiette an der Nilmündung erlebt, wie Kreuzfahrer Frauen vergewaltigten und Kinder niedermetzelten. Verhindern konnte er es nicht, aber er blieb psychisch gestört. Er führt von da an ein Leben auf der Flucht vor sich selbst. Er wird zum Auftragsmörder und kommt durch eine Empfehlung des Grafen von Jülich zu Mathias Overstolz, der ihn für den Mord am Erzbischof engagiert. Neben seiner imposanten Erscheinung eines stattlichen großen und schönen Mannes mit langen blonden Haaren ist er sowohl körperlich wendig, schnell und stark als auch geistig höchstgradig gebildet, kultiviert, intelligent und sarkastisch.
- Mathias Overstolz ist Hauptakteur der Patrizier. Er trifft sich mit Urquhart, erklärt ihm sein Vorhaben und entlohnt ihn. Er ist das ganze Buch über der Hauptbetreiber der geplanten Ermordung des Erzbischofs, auch aufgrund seiner ausgeprägten Gefühlskälte.

### Neutrale Figuren
- Konrad von Hochstaden, Erzbischof Kölns, ist der Todfeind der Patrizier. Er kämpfte mit ihnen um die Macht in Köln.
- Meister Gerhard Morart ist der erste Baumeister und Architekt des Doms. Er soll mit dem Teufel einen Pakt geschlossen haben. Der Legende nach stürzte er vom Gerüst, als er einsah, nicht gewinnen zu können.

## Vertonungen
Der Hörverlag produzierte ein etwa 420 Minuten dauerndes Hörspiel mit Sprechern wie Mario Adorf, Anke Engelke, Cordula Stratmann und anderen. Die Musik des Hörspiels stammt vom Autor Frank Schätzing.
Ein Hörbuch, gelesen von Schätzing selbst, ist eine gekürzte Fassung des Buches und dauert 512 Minuten. Schätzing gibt dabei jedem Charakter eine eigene Stimme, indem er Tonfall, Stimmlage und dergleichen variiert. Im Jahr 2016 erschien im Hörverlag eine weitere vollständige Lesung von Stefan Kaminski. Hiervon erschien auch eine um zwei Stunden gekürzte Fassung.

## Rezeption
In Köln gibt es eine Stadtführung zu Tod und Teufel, die auf einem Wanderweg durch die Originalschauplätze des Romans führt, wobei historische sowie fiktive Fakten aus dem Roman erläutert werden.

## Widmung
Das Buch ist Jürgen gewidmet. Die Widmung lautet „Für Jürgen, voller Übermuth“.

## Fortsetzung
Mit dem Roman Helden erschien am 16. Oktober 2024 eine Fortsetzung, welche als Mittelteil einer „Jacop der Fuchs“ Trilogie angekündigt wurde.

## Belege
1. ↑  Seite des Kölner Doms über die Teufelswette